# Stonerock Records
Stonerock Records är ett oberoende skivbolag och musikförlag med säte i Stockholm, New York och Kingston. Bolaget inriktar sig mest på olika genrer inom rockmusik och reggae. Distributionen sker genom Sony Music.